# 拉依萨·阿列克桑德洛娜
拉依萨·阿列克桑德洛娜（1957年—），新疆裕民人，俄罗斯族，中华人民共和国政治人物、第十一届全国人民代表大会新疆地区代表。
毕业于国家法官学院专项培训班法律专业，是中共党员。担任新疆维吾尔自治区塔城地区中级人民法院审判员。2008年起担任全国人大代表。